# Industrie Zal Georgië Redden
Industrie Zal Georgië Redden (Georgisch: მრეწველობა გადაარჩენს საქართველოს, Mretsveloba Gadaartsjens Sakartvelos) of kortweg Industriëlen (Georgisch: მრეწველები, Mretsvelebi) is een rechtse politieke partij in Georgië. De partij speelde twintig jaar lang een bescheiden rol in de Georgische politiek en is sinds 2020 inactief.

## Geschiedenis

Partijoprichter en biermagnaat Gogi Topadze.

De partij werd in april 1999 opgericht door Gogi Topadze, eigenaar van bierbrouwer Kazbegi, en verenigde zakelijke en industriële lobbyisten. De partij vond haar oorsprong in de Industriële Unie, die de belangen van de Georgische zakenwereld en met name de productiesector wilde beschermen. Ze was een van de weinige succesvolle partijen in Georgië die niet werd gevormd als een afsplitsing in het parlement.
De partij deed mee aan de parlementsverkiezingen van 1999 en wist de kiesdrempel van zeven procent net te behalen, wat goed was voor vijftien zetels. Daarmee werd de partij de op twee na grootste in het parlement, dat gedomineerd werd door de Burgerunie van president Edoeard Sjevardnadze en de Unie voor Democratische Wedergeboorte als de belangrijkste oppositiepartij. De Industriëlen werkten samen met de regering van Sjevardnadze in ruil voor steun voor hun zakelijke belangen en werd op die manier door Sjevardnadze als oppositie zwak gehouden.

### Oppositie tegen Saakasjvili
In de frauduleus verlopen parlementsverkiezingen van 2003 bleef de partij net onder de kiesdrempel en won slechts vier districtszetels. De verkiezingen liepen uit op de Rozenrevolutie en de uitslag werd geannuleerd voor het deel van de evenredige vertegenwoordiging. De Industriëlen keerden zich net als de Arbeiderspartij tegen de oppositie onder leiding van Micheil Saakasjvili en Zoerab Zjvania, die protesten tegen de verkiezingsfraude leidden. De twee partijen beschuldigden de regeringskritische tv-zender Rustavi 2 met exit polls de politieke en maatschappelijke verhoudingen op scherp te hebben gezet.
In het voorjaar van 2004 volgde een herhalingsverkiezing voor het evenredig verkozen deel van het parlement. Om in deze herkansing wel de kiesdrempel te kunnen halen gingen de Industriëlen een lijstverbinding aan met de Nieuwe Rechtsen. De rechtse combinatie kwam met 23 zetels in het parlement, als enige oppositie tegenover de nieuwe machthebbers van de Verenigde Nationale Beweging onder leiding van Saakasjvili. Kort daarna verliet partijleider Topadze het parlement om zich naar eigen zeggen weer toe te leggen op zijn bedrijfsactiviteiten.
Halverwege de termijn hadden de Industriëlen en Nieuwe Rechtsen verschillende opvattingen over een boycot van het parlement. De Industriëlen geloofden niet in een boycot, maar sloten zich alsnog aan bij een verbond van oppositiefracties om de oppositie verenigd te houden en de regering van Saakasjvili onder druk te zetten voor hervormingen voor de gemeenteraadsverkiezingen. De Industriëlen onderhandelden daarnaast met de regering over veranderingen in de belastingwetgeving. De partij sloot niet aan bij een verenigd oppositieblok voor de parlementsverkiezingen van 2008 en verloor veel kiezers. De partij verdween na ruim acht jaar uit het parlement.

### Samenwerking met Georgische Droom
Bij de parlementsverkiezingen van 2012 was de partij deel van het zespartijenverbond rond de nieuwe Georgische Droom, in dat jaar opgericht door oligarch Bidzina Ivanisjvili. De Industriëlen keerden op deze wijze terug in het parlement met zes volksvertegenwoordigers. De partij was onderdeel van de regerende meerderheid rond Georgische Droom en vormde in 2013 een eigen fractie binnen de parlementaire meerderheid. In 2016 viel de coalitie rond Georgische Droom uit elkaar, met name na een confrontatie tussen de Industriëlen en de liberale pro-Westerse coalitiepartner Republikeinse Partij.
Deze confrontatie had zijn wortels in een diametrale opvatting over westerse integratie en specifiek het mogelijke NAVO-lidmaatschap van Georgië. De Republikeinen leverden op dat moment de minister van Defensie, die een sterk pro-NAVO geluid uitdroeg, iets waar de Industriëlen juist steeds kritischer over waren geworden. Ze beschuldigden de minister er ook van een tussentijdse verkiezing in de gemeente Sagaredzjo voor een parlementaire districtszetel naar de hand te hebben gezet in het voordeel van de winnende kandidaat van de Republikeinen. Partijleider Topadze liet zich tegelijkertijd lovend uit over het Stalin-tijdperk tijdens de Sovjet-Unie.
De partij deed mee met de parlementsverkiezingen van 2016 en vormde een gecombineerde kieslijst met de kleinere partij 'Ons Vaderland', die voorstander was van het verstrekken van Russische paspoorten aan Georgische staatsburgers. De combinatie bleef ver onder de kiesdrempel. Een kandidaat van de Industriëlen wist wel het kiesdistrict Chasjoeri te winnen, waar Georgische Droom, die bijna alle districten had gewonnen, geen eigen kandidaat had.
De partij bleef in de nieuwe parlementstermijn samenwerken met Georgische Droom en werd onderdeel van de parlementaire meerderheid. Om slagkracht te hebben in het parlement vormde het enige verkozen parlementslid van de partij, Simon Nozadze, de fractie 'Industriëlen' met vijf leden van Georgische Droom. De partij werd op deze wijze feitelijk een geheel met Georgische Droom, die met een grondwettelijke meerderheid belangrijke grondwetswijzigingen doorvoerde. In de parlementsverkiezingen van 2020 behaalde de partij iets meer dan duizend stemmen, het laagste aantal sinds haar oprichting. De partij deed daarna niet meer mee met verkiezingen. Op 17 februari 2025 overleed oprichter en politiek leider van de partij Gogi Topadze op 84-jarige leeftijd.

## Ideologie
De politieke oriëntatie en de ideologie van de partij lag besloten in haar oorsprong. Leiders uit de zakenwereld en industrie, die het oneens waren met het economische beleid van de toenmalige regering van Sjevardnadze wilden daar invloed op uitoefenen. De partij werd omschreven als rechts, economisch-nationalistisch en protectionistisch. De partij was initieel weliswaar formeel voorstander van westerse integratie, maar deed in de praktijk frequent antiwesterse uitlatingen en werd vooral in latere jaren ook wel als pro-Russisch omschreven.

### Economie
Prioriteit van de partij was het bevorderen van de ontwikkeling van het lokale bedrijfsleven binnen een sterke staat. Volgens de partij moest hiervoor het belastingstelsel geliberaliseerd worden, waartoe ze voorstellen deed met de hulp van onafhankelijke experts, zoals lagere winstbelastingen. De partij was kritisch op de rol van het Internationaal Monetair Fonds en haar aanbevelingen aan Georgië. Volgens de partij waren deze aanbevelingen schadelijk voor de concurrentiepositie van lokaal geproduceerde goederen ten opzichte van buitenlandse producten. Verder was de partij voor het elimineren van de schaduweconomie en voor de ontwikkeling van een goed kredietsysteem voor bedrijven. Economische hervormingen dienen primair om de levensstandaard te verhogen en andere belangen van de bevolking te realiseren, zo stelde de partij.

### Bestuur
In 2004 pleitte de partij voor grondwetshervormingen die de democratie in Georgië moesten versterken. Ze steunde na de Rozenrevolutie het uitbreiden van de macht van de president, maar wilde daarnaast meer decentrale democratie, zoals het kiezen van de gouverneurs van de regio's. De partij was verder voorstander van sterk lokaal en regionaal zelfbestuur met een regionaal georiënteerd beleid, met als kerndoel de economische revitalisatie van het land.

### Buitenlands beleid
Op internationaal vlak was de partij voor samenwerking via internationale politieke en economische organisaties op basis van de eigen staatsbelangen en het gelijkheidsbeginsel. In het verkiezingsprogram van 2008 sprak de partij zich uit voor integratie met westerse samenwerkingsverbanden, zoals de Europese Unie en de NAVO en was ze voor een gemeenschappelijke handelsgebied in de Zuidelijke Kaukasus. De partij zag Georgië als onderdeel van de "Europese familie". In latere jaren was de partij met name kritisch op NAVO-lidmaatschap en zag hierin een bedreiging voor de Georgische soevereiniteit.
De partij werd hierom omschreven als een representant van het politieke accommodationisme, met name ten aanzien van de balans tussen de relaties met Rusland en het Westen, ook wel "euro-realisme" genoemd. Dit hield onder meer in dat de relatie met de EU vooral economisch moest zijn en zich niet zou moeten inlaten met de traditionele cultuurwaarden van Georgië. Daarnaast zou een normalisatie van de relatie met Rusland noodzakelijk zijn voor de nationale veiligheid. In 2016 maakte partijleider Topadze kritische opmerkingen over NAVO-lidmaatschap van Georgië, waarin hij suggereerde dat dit zou leiden tot een Turkse overname van Georgië. Daarnaast noemde hij de NAVO een "agressieve alliantie".

## Verkiezingen
Een overzicht van de verkiezingsuitslagen voor de partij.

### Parlementsverkiezingen
Industrie Zal Georgië Redden behaalde in 1999 haar beste zelfstandige resultaat in de parlementsverkiezingen. In de herhalingsverkiezing van maart 2004 na de Rozenrevolutie behaalde de partij samen met de Nieuwe Rechtsen haar grootste parlementaire vertegenwoordiging. De partij zette zich daarna een periode electoraal buitenspel door zich buiten de verenigde oppositie te houden, maar was in een laatste opleving twee perioden onderdeel van de regerende meerderheid van Georgische Droom.
| 1999                             | 27                                | 151.038                           | 7,1                               | 3                                 | 14                                | 1                                 | 15 / 235 | Nieuw   | Oppositie           |        |
| 2003                             | 3                                 | 117.785                           | 6,4                               | 7                                 | 0                                 | 4                                 | 4 / 235  | 10      | -                   | [ 21 ] |
| 2004                             | 3                                 | 113.313                           | 7,7                               | 2                                 | 15                                | 8                                 | 23 / 235 | 19      | Oppositie           | [ 22 ] |
| 2008                             | 3                                 | 16.440                            | 0,9                               | 0                                 | 0                                 | 0                                 | 0 / 150  | 23      | Buiten-parlementair |        |
| 2012                             | 41                                | Via kieslijst Georgische Droom    | Via kieslijst Georgische Droom    | Via kieslijst Georgische Droom    | Via kieslijst Georgische Droom    | Via kieslijst Georgische Droom    | 6 / 150  | 6       | Regerend            | [ 23 ] |
| 2016                             | 19                                | 13.788                            | 0,8                               | 9                                 | 0                                 | 1                                 | 1 / 150  | 5       | Regerend            | [ 24 ] |
| 2020                             | 18                                | 1.048                             | 0,05                              | 38                                | 0                                 | 0                                 | 0 / 150  | 1       | Buiten-parlementair |        |
| 2024                             | Geen deelname aan de verkiezingen | Geen deelname aan de verkiezingen | Geen deelname aan de verkiezingen | Geen deelname aan de verkiezingen | Geen deelname aan de verkiezingen | Geen deelname aan de verkiezingen | 0 / 150  | Stabiel | Buiten-parlementair |        |
| Bronnen: CESKO, Publika, Slider. |                                   |                                   |                                   |                                   |                                   |                                   |          |         |                     |        |

### Presidentsverkiezingen
De partij nomineerde alleen in 2018 een eigen kandidaat in de presidentsverkiezingen, die kansloos was met een minimaal aantal stemmen. De partij steunde eerder een paar keer een kandidaat van een andere partij. In 2008 steunde ze Davit Gamkrelidze, partijleider van de Nieuwe Rechtsen, waar Industrie Zal Georgië Redden eerder al mee samenwerkte. Gamkrelidze werd vierde in deze vervroegde verkiezing. In 2013 was de partij onderdeel van de regerende coalitie van Georgische Droom en steunde Giorgi Margvelasjvili, die president werd.
| 2008 | Davit Gamkrelidze     | Nieuwe Rechtsen  | 79.747    | 4,0  | 4e  | [ 29 ] |  |  |  |  |  |  |  |  |
| 2013 | Giorgi Margvelasjvili | Georgische Droom | 1.012.569 | 62,1 | 1e  | [ 30 ] |  |  |  |  |  |  |  |  |
| 2018 | Otar Meoenargia       | Industriëlen     | 664       | 0,04 | 21e | [ 31 ] |  |  |  |  |  |  |  |  |
|      |                       |                  |           |      |     |        |  |  |  |  |  |  |  |  |

### Gemeenteraadsverkiezingen
De Industriëlen behaalden hun veruit beste lokale resultaat in de gemeenteraadsverkiezingen van 2002, toen ze landelijk tien procent van het aantal zetels won. In hoofdstad Tbilisi kreeg de partij bijna zeven procent van de stemmen, goed voor vier zetels. Daarna viel de partij terug door de relatief hoge kiesdrempel en de districten in het gemengde systeem. In 2014 deed de partij mee op de partijlijsten van Georgische Droom, die de gemeenteraadsverkiezingen van dat jaar won. Daarna deed de partij niet meer mee met de gemeenteraadsverkiezingen. In 2010 deed oprichter Topadze mee met de burgemeestersverkiezing in Tbilisi, waarin hij vijfde werd met ruim vijf procent van de stemmen. De tabel geeft de landelijke resultaten van de partij weer.
| 2002            | 3                                                    |                                                      |                                                      |                                                      |                                                      |                                                      | 481 / 4.801                                          |                                                      | [ 33 ] [ 34 ]        |
| 2006            | 3                                                    |                                                      | 3,8                                                  | 4                                                    | 24                                                   | 4                                                    | 28 / 1.731                                           |                                                      | [ 35 ] [ 36 ] [ 37 ] |
| 2010            | 3                                                    | 71.304                                               | 4,2                                                  | 5                                                    | 17                                                   | 26                                                   | 43 / 1.731                                           |                                                      | [ 38 ] [ 39 ]        |
| 2014            | Onderdeel van de partijlijsten van Georgische Droom. | Onderdeel van de partijlijsten van Georgische Droom. | Onderdeel van de partijlijsten van Georgische Droom. | Onderdeel van de partijlijsten van Georgische Droom. | Onderdeel van de partijlijsten van Georgische Droom. | Onderdeel van de partijlijsten van Georgische Droom. | Onderdeel van de partijlijsten van Georgische Droom. | Onderdeel van de partijlijsten van Georgische Droom. | [ 40 ]               |
| Bronnen: CESKO, |                                                      |                                                      |                                                      |                                                      |                                                      |                                                      |                                                      |                                                      |                      |

## Partijleiders
Oprichter Gogi Topadze was van 1999 tot 2005 partijvoorzitter. In dat jaar droeg hij het stokje over aan vice-voorzitter Zoerab Tkemaladze. Topadze vervulde sindsdien het de functie van politiek leider. In 2024 werden zowel Tkemaladze als Topadze uit hun functie uitgeschreven door het openbaar register van politieke partijen, omdat ze hun termijnen niet op tijd hadden verlengd bij de autoriteiten.
| # | Naam              | Van  | Tot  | Noot   |
| - | ----------------- | ---- | ---- | ------ |
| 1 | Gogi Topadze      | 1999 | 2005 |        |
| 2 | Zoerab Tkemaladze | 2005 |      | [ 42 ] |
|   |                   |      |      |        |

## Internationale relaties
De partij is niet geassocieerd met internationale koepelorganisaties, maar werd in het verleden projectmatig gesteund door de Amerikaanse organisaties National Democratic Institute (NDI) en International Republican Institute (IRI).